# Johnny Moncada
Johnny Moncada, pseudonimo di Giovanni Luigi Moncada di Paternò (Roma, 10 febbraio 1928 – Roma, 2 novembre 2011), è stato un fotografo italiano di moda.

## Biografia
Di famiglia aristocratica, nacque a Roma il 10 febbraio 1928 come Giovanni Luigi Moncada di Paternò, dal siciliano Corrado, conte Moncada dei Principi di Paternò (1895-1983), e dalla romana Teresa Patrizi Naro Montoro dei Marchesi di Montoro (1895-1977), di cui era figlio secondogenito.
Nel 1956, ha sposato la modella statunitense Joan Whelan, da cui ha avuto quattro figli: Alberto, imprenditore nel settore alberghiero, Valentina, storica d'arte e gallerista, Benedetta, storica dell'arte e ballerina di danza classica e Francesco detto Chicco, imprenditore e dirigente d'azienda.
Muore a Roma il 2 novembre 2011 all'età di 83 anni.

### Attività professionale
La sua carriera comincia con la fotografia pubblicitaria e la sua attività compie una svolta dopo l'incontro nel 1954 con Joan Whelan, modella della maison di Hubert de Givenchy, appena arrivata a Roma da Firenze dove aveva sfilato con Emilio Pucci, e che sposerà due anni più tardi.
Moncada, ha lavorato con le modelle più famose del suo tempo, quali Denise Sarrault, Veruschka, Barbara Bach, Ali MacGraw, Jean Shrimpton, e le famose modelle italiane come Isa Stoppi, Mirella Petteni e Iris Bianchi. I suoi scatti sono stati pubblicati nelle riviste più prestigiose come Linea Italiana, Harper's Bazaar UK, New York Times Magazine, The Tatler, Grazia, Novità, e si è dedicato con successo ai numerosi scatti dei manifesti pubblicitari per Vespa, Agip e per la compagnia aerea Alitalia. Ha lavorato a Parigi, Londra e New York, e viaggiato in tutto il mondo per la compagnia Alitalia.
Divenuto uno dei più noti fotografi internazionali di moda e di pubblicità, dopo aver collaborato con le maggiori agenzie di pubblicità, nel 1970, Moncada fonda a Roma la HG Pubblicità e Marketing, la prima agenzia italiana di marketing sul modello di quelle statunitensi. Dal 2008, la figlia Valentina, che dal 1990 gestisce una galleria d'arte, lavora alla ricostruzione storica dell'Archivio Johnny Moncada. 
Nel 2011, dopo la scomparsa di Johnny Moncada, la Nando Peretti Foundation ha sostenuto la parte iniziale della creazione dell'Archivio .
Nel 2012 Valentina Moncada ha omaggiato il padre con una mostra personale nell'ambito del Festival delle arti di via Margutta, ricordando il suo storico studio a via Margutta 54 a Roma.
Nel 2014 si apre a Somerset House a Londra la mostra From Vera to Veruschka. The Unseen Photographs by Johnny Moncada a cura di Valentina Moncada e Antonio Monfreda, a seguito dell'uscita del volume omonimo edito da Rizzoli New York. Nello stesso anno, si apre la mostra Made in Italy. Una visione modernista. Johnny Moncada Gastone Novelli Achille Perilli presso il Museo nazionale etrusco di Villa Giulia, Roma, a cura di Valentina Moncada, in collaborazione con Ludovico Pratesi, catalogo edito da Silvana Editoriale. Nel novembre 2014 la mostra From Vera to Veruschka è stata inaugurata al MACRO - Museo di Arte Contemporanea di Roma nell'ambito della XIII Edizione di FOTOGRAFIA - Festival Internazionale di Roma a cura di Marco Delogu. Nel 2015 l'Istituto di Italiano di Cultura a Londra celebra la mostra The World Goes Pop alla Tate Modern con l'evento Pre Pop and Pop: The 50s and 60s in Italy. Sergio Lombardo – Johnny Moncada – Nico – Federico Fellini, un omaggio alle icone culturali italiane del tempo, dall'artista Sergio Lombardo alla modella Nico e alla sua collaborazione con Johnny Moncada. 
Le foto di Moncada sono state incluse nella mostra Bellissima a cura di Maria Luisa Frisa, Anna Mattirolo e Stefano Tonchi alla Villa Reale di Monza (2016) e al NSU Art Museum di Fort Lauderdale, in Florida (2016). Nel 2017, le sue foto sono state esposte in occasione di Fantastica! Valentino Dresses from Private Collections al Museo Milavida, Tampere, Finlandia. Nel 2018 la mostra Johnny Moncada. Zero Gravity è stata inaugurata al Moscow Manege in occasione del XII International Month of Photography organizzato dal MAMM Multimedia Art Museum di Mosca.